# Sulfid měďný
Sulfid měďný je anorganická sloučenina se vzorcem Cu2S. V přírodě se vyskytuje jako minerál chalkocit (dříve nazývaný chalkosin). Jeho skutečné složení se pohybuje od Cu1,997S po Cu2,000S.

## Příprava a reakce
Cu2S se dá připravit zahříváním mědi v kapalné nebo plynné síře nebo v H2S.
2 Cu + S → Cu2S
Reakce u práškové mědi probíhá rychle, zatímco u granulované mědi je potřeba mnohem vyšší teplota. Sulfid měďný reaguje s kyslíkem za vzniku SO2:
2 Cu2S + 3 O2 → 2 Cu2O + 2 SO2
Vzniká též jako odpadní produkt při výrobě methanu ze sirouhlíku a sirovodíku:
CS2 + 2 H2S + 8 Cu → CH4 + 4 Cu2S.
Při výrobě mědi se dvě třetiny roztaveného sulfidu měďného přemění touto reakcí na oxid, který zreaguje se zbylým sulfidem za vzniku kovové mědi:
Cu2S + 2 Cu2O → 6 Cu + SO2

## Struktura
Cu2S má dvě formy: při nižších teplotách existuje v monoklinické formě, která má komplexní strukturu s 96 atomy mědi v jednotkové buňce, při vyšších teplotách v hexagonální formě, jež je stabilní nad 104 °C.
Existuje i nestechiometrická fáze (minerál djurleit) se vzorcem Cu1,96S (ve skutečnosti se složení pohybuje v rozmezí Cu1,934S-Cu1,965S) a má monoklinickou strukturu s 248 atomy mědi a 128 atomy síry v buňce. Cu2S a Cu1,96S mají podobný vzhled a je velmi nesnadné je od sebe rozlišit.